# الفرقة مع إلين (فلم 1924)
فرقة إلين (بالإنجليزية: Trouping with Ellen) فيلم أمريكي (صامت) تم عرضه عام 1924 من إخراج توماس هنتر، وتمثيل غاستون جلاس ، باسل راثبون و هيلين تشادويك. ويعد الفيلم من الافلام المفقودة، التي لم يعد لها وجود

## روابط خارجية
- مقالات تستعمل روابط فنية بلا صلة مع ويكي بيانات